# Samolus subnudicaulis
Samolus subnudicaulis, vrsta južnoameričkog opojana, dvosupnice iz porodice jaglačevki. Rasprostranjena je po južnom Brazilu (Rio Grande do Sul, Santa Catarina), Urugvaju (Maldonado) i Argentini (Cordoba, San Luis)

## Sinonimi
- Samolus nudicaulis Baudo